# Worlds Collide (2020)
Worlds Collide (2020) foi um show de wrestling profissional e evento do WWE Network produzido pela WWE para suas divisões de marca NXT e NXT UK. Ocorreu em 25 de janeiro de 2020 no Toyota Center em Houston, Texas, e foi transmitido ao vivo pelo WWE Network. Foi o segundo evento promovido sob a cronologia Worlds Collide .
Seis lutas foram disputadas no evento, incluindo uma no pré-show. No evento principal, Imperium (Walter, Fabian Aichner, Marcel Barthel e Alexander Wolfe) derrotaram The Undisputed Era (Adam Cole, Kyle O'Reilly, Bobby Fish e Roderick Strong) em uma luta de quartetos.

## Produção

### Conceito
Worlds Collide é uma série de shows de wrestling profissional que começou em 26 de janeiro de 2019, quando a WWE realizou um torneio interbrand com lutadores de suas marcas NXT, NXT UK e 205 Live. O nome "Worlds Collide" foi subsequentemente adotado para uma série da WWE Network que foi ao ar em abril de 2019. Durante os anúncios do fim de semana  do Royal Rumble, a WWE revelou que um segundo evento Worlds Collide iria ao ar ao vivo no WWE Network em 25 de janeiro de 2020.

### Histórias
O card foi composto por seis lutas que resultaram de enredos roteirizados, onde os lutadores retrataram vilões, heróis ou personagens menos distinguíveis em eventos roteirizados que criaram tensão e culminaram em uma luta ou série de lutas, com resultados predeterminados pelos escritores da WWE nas marcas NXT e NXT UK. As histórias foram produzidas nos programas de televisão WWE NXT e NXT UK.

## Evento
| Função:                   | Nome:             |
| ------------------------- | ----------------- |
| Comentaristas em inglês   | Tom Phillips      |
| Comentaristas em inglês   | Nigel McGuinness  |
| Comentaristas em espanhol | Carlos Cabrera    |
| Comentaristas em espanhol | Marcelo Rodríguez |
| Anunciadores de ringue    | Alicia Taylor     |
| Anunciadores de ringue    | Andy Shepherd     |
| Árbitros                  | Drake Wuertz      |
| Árbitros                  | Darryl Sharma     |
| Árbitros                  | DA Brewer         |
| Entrevistadora            | Cathy Kelley      |
| Painel do pré-show        | Charly Caruso     |
| Painel do pré-show        | Sam Roberts       |
| Painel do pré-show        | Andy Shepherd     |

### Pré-show
No pré-show, Mia Yim enfrentou Kay Lee Ray. No final, Ray fez um rolamento em Yim enquanto agarrava as cordas para vencer. 

### Lutas preliminares
O pay-per-view real com Ilja Dragunov enfrentando Finn Bálor. No final, Bálor executou um 1916 DDT para vencer a luta. 
Em seguida, Angel Garza defendeu o Campeonato dos Pesos-Médios do NXT contra Isaiah "Swerve" Scott, Jordan Devlin e Travis Banks em uma luta fatal four-way . No final, Garza executou o Wing Clipper em Scott, no entanto, Devlin quebrou o pin, dando uma cabeçada em Garza e o jogou para fora do ringue. Devlin então realizou o Devlin Side em Scott e o derrotou para vencer o título pela primeira vez. 
Depois disso, Bigode Mountain (Trent Seven e Tyler Bate) enfrentaram DIY (Johnny Gargano e Tommaso Ciampa). No final, Ciampa e Gargano executaram seu antigo finalizador de tag, Meeting in the Middle (combinação running smash/superkick) em Seven para vencerem a luta. Após a luta, os dois times se cumprimentaram e se abraçaram, com Ciampa e Gargano erguendo as mãos de Bate e Seven. 
A penúltima luta foi Rhea Ripley defendendo o Campeonato Feminino do NXT contra Toni Storm. No final, depois que Storm errou um Frog splash, Ripley executou o Riptide para manter o título. 

### Evento principal
No Evento Principal: Imperium, que consistia no Campeão do NXT UK Walter, Fabian Aichner, Marcel Barthel e Alexander Wolfe, derrotaram The Undisputed Era, que consistia do Campeão no NXT Adam Cole, nos Campeões de Duplas doNXT Kyle O'Reilly e Bobby Fish, e Roderick Strong, em uma luta de equipe de oito homens, apesar de estar em desvantagem numérica por 4-3 depois que Wolfe sofreu uma lesão no início da luta.

## Resultados
| Nº                                          | Resultados | Estipulações                                                | Tempo |
| ------------------------------------------- | --- | ----------------------------------------------------------- | ----- |
| Pré- show                                   | Kay Lee Ray derrotou Mia Yim | Luta individual                                             | 9:15  |
| 1                                           | Finn Bálor derrotou Ilja Dragunov | Luta individual                                             | 14:00 |
| 2                                           | Jordan Devlin derrotou Angel Garza (c), Isaiah "Swerve" Scott e Travis Banks                                                                                | Luta fatal four-way pelo Campeonato dos Pesos-Médios do NXT | 12:05 |
| 3                                           | DIY (Johnny Gargano e Tommaso Ciampa) derrotaram Moustache Mountain (Trent Seven e Tyler Bate)                                                              | Luta de duplas                                              | 22:55 |
| 4                                           | Rhea Ripley (c) derrotou Toni Storm | Luta individual pelo Campeonato Feminino do NXT             | 10:15 |
| 5                                           | Imperium (Walter, Fabian Aichner, Marcel Barthel e Alexander Wolfe) derrotaram The Undisputed Era (Adam Cole, Kyle O'Reilly, Bobby Fish, e Roderick Strong) | Luta de quartetos                                           | 29:50 |
| (c) – Refere-se aos campeões antes da luta. | |                                                             |       |